# دينيسي كاندل
دينيسي كاندل (بالإنجليزية: Denise Kandel)‏ هي عالمة وبائيات ‏ أمريكية، ولدت في 27 فبراير 1933 في باريس في فرنسا.